# 骆驼石旧石器遗址
骆驼石旧石器遗址，也称骆驼石遗址，是位于中华人民共和国新疆维吾尔自治区塔城地区和布克赛尔蒙古自治县的旧石器时代晚期遗址。遗址并未发现文化层，可能是一处露天石器制造场。
2004年，由中华人民共和国、美国、俄罗斯学者组成的调查队发现骆驼石旧石器遗址。2013年，骆驼石旧石器遗址列为全国重点文物保护单位。

## 地理地望
骆驼石旧石器遗址位于中华人民共和国新疆维吾尔自治区伊犁哈萨克自治州塔城地区和布克赛尔蒙古自治县和什托洛盖镇，217国道240公里到250公里处的两侧。分布面积约20平方千米，集中区域超1万平方米。遗址向西距离县城约42千米，向南距离克拉玛依市约150千米，向北距离阿勒泰市约240千米。地理上处在准噶尔盆地西北缘的一处山间盆地，西临布林河，向西约5千米为加林塔然水库。遗址内有一处形似骆驼的雅丹地貌，故而得名。

## 石器时代
在骆驼石旧石器遗址所采集石器皆来自地表，并未发现文化层，遗址可能是露天石器制造场。在遗址内采集的文物约650件（2004年调查采集594件，2014年调查采集51件）。黑色页岩为遗址内所采集石器的主要原材料，但也有少量石器以石英岩为原料。石制品类型以石核、石片为主，也包括砍砸器、凹缺刃器、刮削器等数种加工工具。其中具有特色的石制品包括数量较多的形制较大（10至20厘米）的石叶等。骆驼石遗址的石制品主要采用石叶技术，也有普通剥片技术。
骆驼石旧石器遗址的文化属于旧石器时代晚期早段。自遗址采集的一些石制品具有勒瓦娄哇尖状器等阿勒泰地区和欧洲旧石器时代中期石制品的特征。采集的包括宽面石核、窄面石核等石核类型与俄罗斯阿勒泰地区、中亚地区同期遗址出土的石制品石核类型类似。根据石叶技术遗存时代，也可判断骆驼石旧石器遗址距今2.5到4.5万年间。

## 发掘保护
骆驼石旧石器遗址于2004年被发现。中国科学院古脊椎动物与古人类研究所、新疆文物考古研究所、亚利桑那大学人类学系、俄罗斯科学院远东分院组成调查队历时1个月调查新疆境内的旧石器时代地点。此行共计考察和发现超过40处旧石器时代地点，骆驼石旧石器遗址是此次考察北疆区域内的重要发现。此后在2009年，第三次全国文物普查中，塔城地区的文物普查队对其调查并建档。2014年，西北大学文化遗产学院在塔城市文物局的支持下，调查骆驼石旧石器遗址。2024年，和布克赛尔蒙古自治县开始第四次全国文物普查，工作内容包括骆驼石遗址。
保护名录方面，2013年，骆驼石旧石器遗址被中华人民共和国国务院列为第七批全国重点文物保护单位的古遗址。